# Halodiplosis zajsanicus
Halodiplosis zajsanicus är en tvåvingeart som beskrevs av Fedotova 1993. Halodiplosis zajsanicus ingår i släktet Halodiplosis och familjen gallmyggor.
Artens utbredningsområde är Kazakstan. Inga underarter finns listade i Catalogue of Life.